# José Salardi
José Antonio Salardi Rodríguez es un economista peruano. Fue ministro de Economía del Perú desde el 31 de enero hasta el 13 de mayo de 2025 durante el gobierno de Dina Boluarte. Anteriormente, se desempeñó como ministro de la Producción desde el 15 de julio hasta el 10 de noviembre de 2020 bajo la presidencia de Martín Vizcarra.
Es economista por la Universidad Nacional Mayor de San Marcos y magíster en Administración de Negocios por la Universidad Diego Portales de Chile, así como magíster en Dirección de Empresas por la Universidad de Lérida de España.
En su larga carrera en el sector público, fue subgerente de Regulación Tarifaria de la SUNASS desde el 2008 hasta mayo de 2015, director general de proyectos de saneamiento del Ministerio de Vivienda, Construcción y Saneamiento desde mayo de 2015 a febrero de 2018, asesor de la presidencia de Sunass desde marzo a abril de 2018, asesor del Ministerio de Transportes y Comunicaciones de mayo a junio de 2018,presidente del Consejo Directivo del Organismo Técnico de Administración de los Servicios de Saneamiento (OTASS) de noviembre del 2015 a enero del 2017, director general de proyectos de transportes del Ministerio de Transporte de marzo a octubre de 2019, miembro del Comité Pro Social de ProInversión de octubre del 2018 a julio de 2020, viceministro de MYPE e Industrias en el ministerio de la Producción desde octubre de 2019 a julio de 2020, consultor del Ministerio de Vivienda desde febrero a octubre de 2021, ministro de la Producción desde el 16 de julio al 10 de octubre del 2020, jefe de asesores del Ministerio de la Producción de octubre a diciembre de 2021 y director ejecutivo de ProInversión del 2022 al 2025,entre otros cargos.
En el sector privado, tenía el 16.6% de las acciones de Amazon Morita SAC, y tiene el 33.3% de las acciones de Egespro SAC y el 33.3% de Sinergia Consultores SAC.